# Sveti Stefan

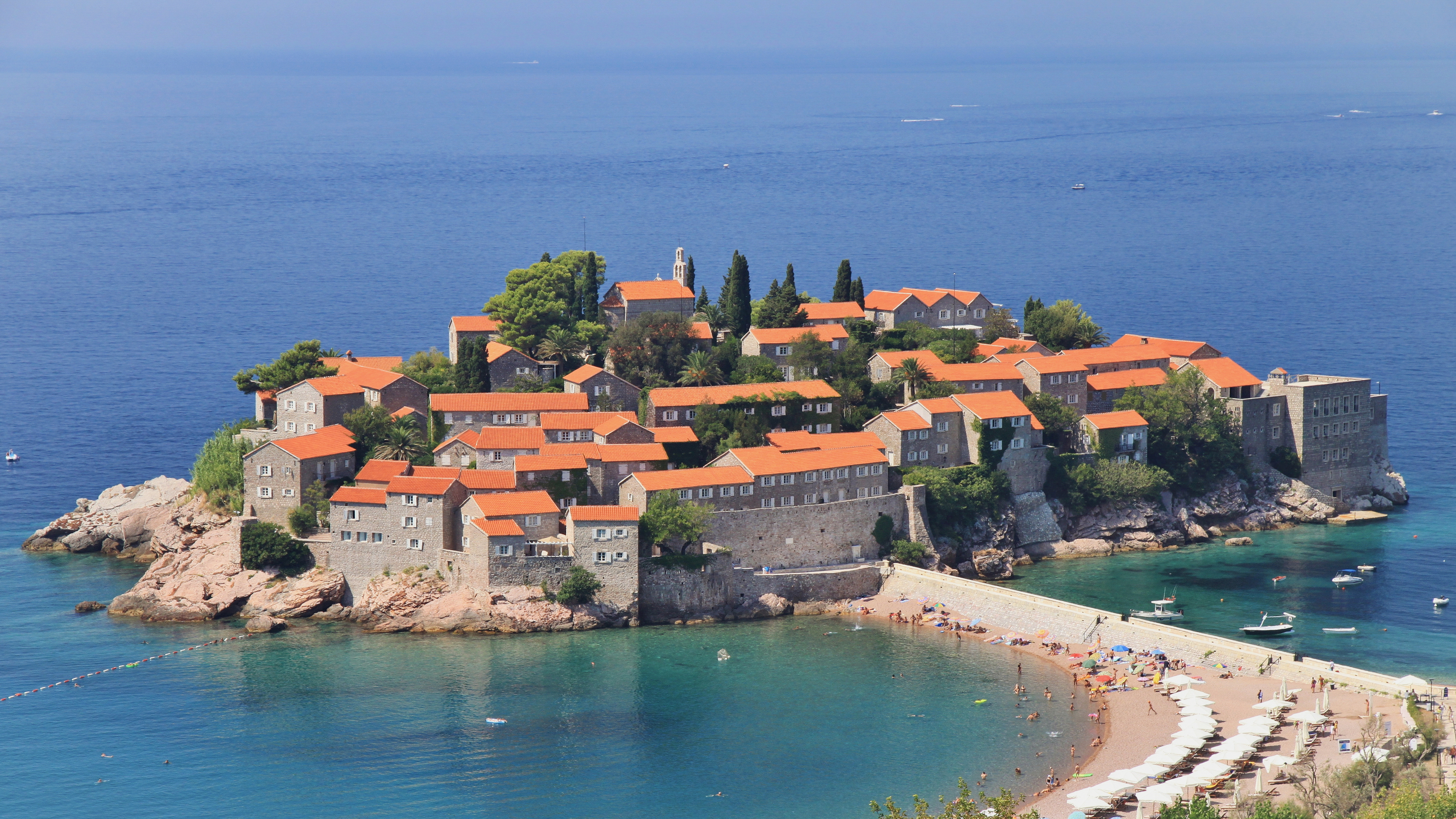
Sveti Stefan

Sveti Stefan is een eiland voor de kust van Montenegro. Het ligt ongeveer 6 km ten zuiden van de stad Budva. Het eiland is 12.400 m² groot en vormt in zijn geheel een vakantieresort, compleet met casino. Hierdoor wordt het ook wel het Adriatische Monaco genoemd. Het wordt door middel van een dam verbonden met het vasteland. Het hotel heeft een aantal beroemde gasten gehad zoals, Claudia Schiffer, Sylvester Stallone en Sophia Loren.

## Geschiedenis
Sveti Stefan wordt voor het eerst genoemd als fort in 1442. Zo rond de 15e eeuw ontstond op het eiland een visserdorp met dezelfde naam. 
In de vijftiger en zestiger jaren werd het dorp omgebouwd tot hotelresort. In 1992 vond hier de legendarische schaakpartij tussen Boris Spasski en Bobby Fischer plaats.

## Klimaat
| Maand                  | jan  | feb  | mrt  | apr  | mei  | jun  | jul  | aug  | sep  | okt  | nov  | dec  | Jaar  |
| ---------------------- | ---- | ---- | ---- | ---- | ---- | ---- | ---- | ---- | ---- | ---- | ---- | ---- | ----- |
| Gemiddeld maximum (°C) | 12,4 | 12,9 | 14,9 | 18,0 | 22,3 | 25,9 | 28,9 | 28,6 | 25,7 | 21,8 | 17,4 | 14,0 | 20,2  |
| Gemiddeld minimum (°C) | 4,9  | 5,4  | 7,2  | 10,0 | 13,8 | 17,2 | 19,4 | 19,2 | 16,6 | 13,2 | 9,7  | 6,5  | 11,9  |
|                        |      |      |      |      |      |      |      |      |      |      |      |      |       |
| Neerslag (mm)          | 152  | 143  | 140  | 120  | 98   | 60   | 42   | 59   | 111  | 149  | 187  | 164  | 1.425 |
| Bron: WeerOpReis.com   |      |      |      |      |      |      |      |      |      |      |      |      |       |